# Список амфібійних кораблів США

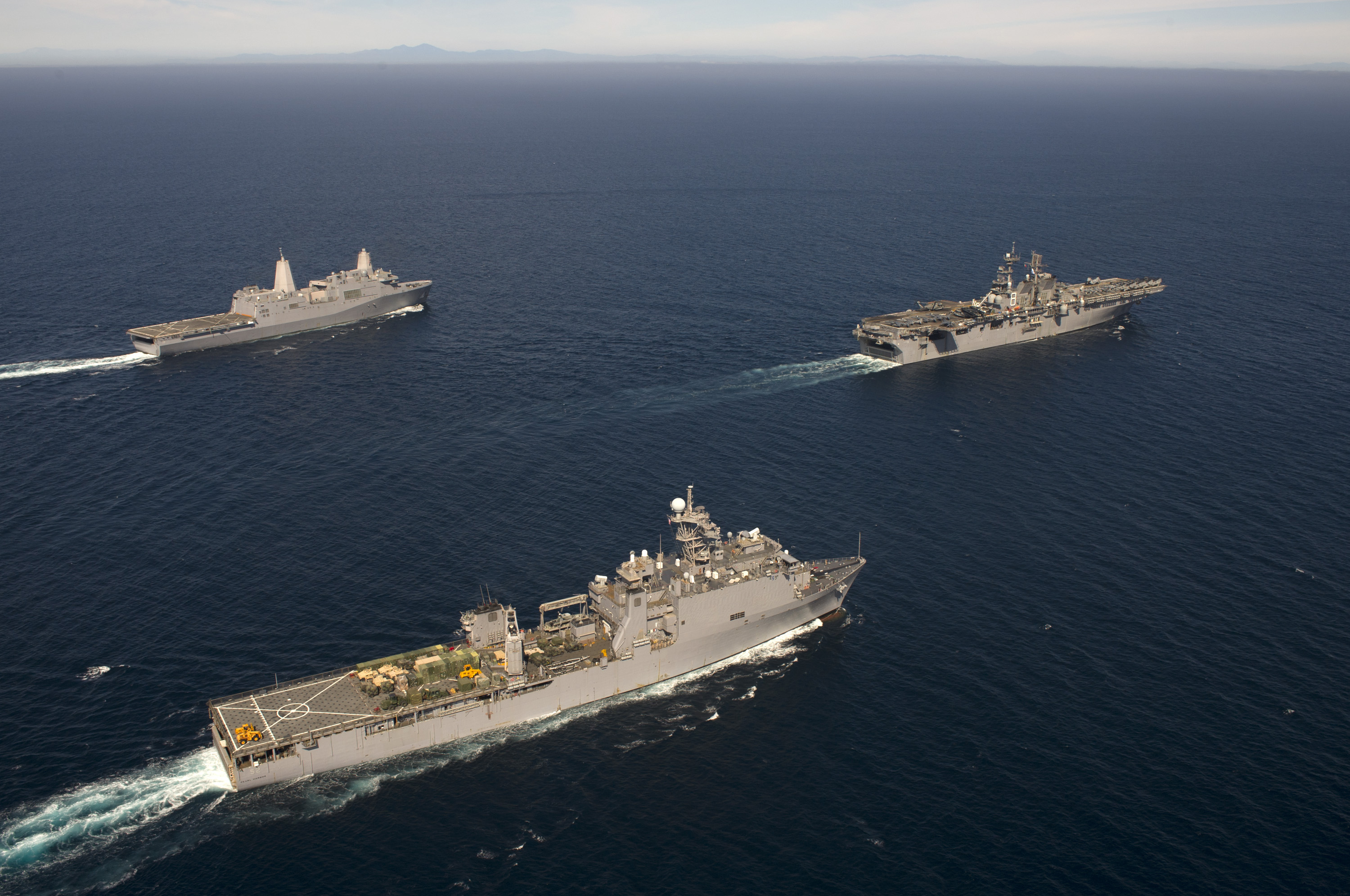
Три типи амфібійних кораблів американського флоту — десантний вертольотоносний корабель-док (на передньому плані), десантний транспорт-док (на задньому плані) та десантний корабель-док (попереду)

Список амфібійних кораблів США — перелік спеціалізованих кораблів американського флоту, що призначені для здійснення висадки морського десанту, а також забезпечення підтримки дій десанту з повітря силами палубної авіації (літаків, вертольотів та дронів), яка перебуває в них на озброєнні.

## Універсальні десантні кораблі та десантно-штурмові вертольотоносці (LHA)
| № з/п                                        | Зображення | Назва              | Бортовий номер | Закладений           | Спущено на воду    | Введено в експлуатацію | Прим.                                                                                           |
| -------------------------------------------- | ---------- | ------------------ | -------------- | -------------------- | ------------------ | ---------------------- | ----------------------------------------------------------------------------------------------- |
| Універсальні десантні кораблі типу «Тарава»  |            |                    |                |                      |                    |                        |                                                                                                 |
| 1                                            |            | «Тарава»           | LHA-1          | 15 листопада 1971    | 1 грудня 1973      | 29 травня 1976         | 31 березня 2009 року виведений до резерву флоту                                                 |
| 2                                            |            | «Сайпан»           | LHA-2          | 21 липня 1972        | 18 липня 1974      | 15 жовтня 1977         | 25 квітня 2007 року виведений зі складу флоту; 2009 році розібраний на брухт                    |
| 3                                            |            | «Белло Вуд»        | LHA-3          | 5 березня 1973       | 11 квітня 1977     | 23 вересня 1978        | 28 жовтня 2005 року виведений зі складу флоту; 13 липня 2006 року потоплений як корабель-мішень |
| 4                                            |            | «Нассау»           | LHA-4          | 13 серпня 1973       | 21 січня 1978      | 28 липня 1979          | 31 березня 2011 року виведений зі складу флоту до резерву                                       |
| 5                                            |            | «Пелелю»           | LHA-5          | 12 листопада 1976    | 25 листопада 1978  | 3 травня 1980          | 31 березня 2015 року виведений зі складу флоту до резерву                                       |
| Універсальні десантні кораблі типу «Америка» |            |                    |                |                      |                    |                        |                                                                                                 |
| 6                                            |            | «Америка»          | LHA-6          | 17 серпня 2009       | 4 червня 2012      | 11 жовтня 2014         |                                                                                                 |
| 7                                            |            | «Триполі»          | LHA-7          | 20 червня 2014       | 1 травня 2017      | 15 липня 2020          |                                                                                                 |
| 8                                            |            | «Бугенвіль»        | LHA-8          | 14 березня 2019      | 6 жовтня 2023 року |                        | в процесі будівництва                                                                           |
| 9                                            |            | «Фаллуджа»         | LHA-9          | 20 вересня 2023 року |                    |                        | в процесі будівництва                                                                           |
| 10                                           |            | «Гільменд Провінc» | LHA-10         |                      |                    |                        | замовлено                                                                                       |

## Десантні вертольотоносні кораблі-доки (LHD)
| № з/п                                     | Зображення | Назва            | Бортовий номер | Закладений      | Спущено на воду | Введено в експлуатацію | Прим. |
| ----------------------------------------- | ---------- | ---------------- | -------------- | --------------- | --------------- | ---------------------- | ----- |
| Універсальні десантні кораблі типу «Восп» |            |                  |                |                 |                 |                        |       |
| 1                                         |            | «Восп»           | LHD-1          | 30 травня 1985  | 4 серпня 1987   | 29 липня 1989          |       |
| 2                                         |            | «Ессекс»         | LHD-2          | 20 березня 1989 | 23 лютого 1991  | 17 жовтня 1992         |       |
| 3                                         |            | «Кирсердж»       | LHD-3          | 6 лютого 1990   | 26 березня 1992 | 16 жовтня 1993         |       |
| 4                                         |            | «Боксер»         | LHD-4          | 18 квітня 1991  | 13 серпня 1993  | 11 лютого 1995         |       |
| 5                                         |            | «Батаан»         | LHD-5          | 22 червня 1994  | 15 березня 1996 | 20 вересня 1997        |       |
| 6                                         |            | «Бонгомм Річард» | LHD-6          | 18 квітня 1995  | 14 березня 1997 | 15 серпня 1998         |       |
| 7                                         |            | «Іво Джима»      | LHD-7          | 12 грудня 1997  | 4 лютого 2000   | 30 червня 2001         |       |
| 8                                         |            | «Макін Айленд»   | LHD-8          | 14 лютого 2004  | 22 вересня 2006 | 24 жовтня 2009         |       |

## Командні кораблі (LCC)
| № з/п                               | Зображення | Назва         | Бортовий номер | Закладений     | Спущено на воду | Введено в експлуатацію | Прим. |
| ----------------------------------- | ---------- | ------------- | -------------- | -------------- | --------------- | ---------------------- | ----- |
| Кораблі управління класу «Блу Рідж» |            |               |                |                |                 |                        |       |
| 1                                   |            | «Блю Рідж»    | LCC-19         | 27 лютого 1967 | 4 січня 1969    | 14 листопада 1970      |       |
| 2                                   |            | «Маунт Вітні» | LCC-20         | 8 січня 1969   | 8 січня 1970    | 16 січня 1971          |       |

## Десантні транспорти-доки (LPD)
| № з/п                                       | Зображення | Назва                    | Бортовий номер | Закладений        | Спущено на воду   | Введено в експлуатацію | Прим.                                                                           |
| ------------------------------------------- | ---------- | ------------------------ | -------------- | ----------------- | ----------------- | ---------------------- | ------------------------------------------------------------------------------- |
| Десантні транспорти-доки типу «Остін»       |            |                          |                |                   |                   |                        |                                                                                 |
| 1                                           |            | «Остін»                  | LPD-4          | 4 лютого 1963     | 27 червня 1964    | 6 лютого 1965          | 27 вересня 2006 року списаний                                                   |
| 2                                           |            | «Огден»                  | LPD-5          | 4 лютого 1963     | 27 червня 1964    | 19 червня 1965         | 21 лютого 2007 року списаний; 10 липня 2014 року затоплений як корабель-мішень  |
| 3                                           |            | «Дулут»                  | LPD-6          | 18 грудня 1963    | 14 серпня 1965    | 18 грудня 1965         | 28 вересня 2005 року списаний; у січні 2014 року розібраний на брухт            |
| 4                                           |            | «Клівленд»               | LPD-7          | 30 листопада 1964 | 7 травня 1966     | 21 квітня 1967         | 13 листопада 2017 року списаний                                                 |
| 5                                           |            | «Дюбюк»                  | LPD-8          | 25 січня 1965     | 6 серпня 1966     | 1 вересня 1967         | 13 листопада 2017 року списаний                                                 |
| 6                                           |            | «Денвер»                 | LPD-9          | 7 липня 1964      | 23 січня 1965     | 26 жовтня 1968         | 13 листопада 2017 року списаний                                                 |
| 7                                           |            | «Джуно»                  | LPD-10         | 23 січня 1965     | 12 лютого 1966    | 12 липня 1969          | 13 листопада 2017 року списаний                                                 |
| 8                                           |            | «Коронадо»               | LPD-11         | 3 травня 1965     | 30 липня 1966     | 23 травня 1970         | 30 вересня 2006 року списаний; 12 вересня 2012 року затоплений як корабель-ціль |
| 9                                           |            | «Шривпорт»               | LPD-12         | 27 грудня 1965    | 22 жовтня 1966    | 12 грудня 1970         | 26 вересня 2007 року списаний                                                   |
| 10                                          |            | «Нешвілл»                | LPD-13         | 14 березня 1966   | 7 жовтня 1967     | 14 лютого 1970         | 13 листопада 2017 року списаний                                                 |
| 11                                          |            | «Трентон»                | LPD-14         | 8 серпня 1966     | 3 серпня 1968     | 6 березня 1971         | 17 січня 2007 року списаний та проданий індійським ВМС як «Джалашва»            |
| 12                                          |            | «Понсе»                  | LPD-15         | 31 жовтня 1966    | 20 травня 1970    | 10 липня 1971          | 13 листопада 2017 року списаний                                                 |
| Десантні транспорти-доки типу «Ралі»        |            |                          |                |                   |                   |                        |                                                                                 |
| 1                                           |            | «Ралі»                   | LPD-1          | 23 червня 1960    | 17 березня 1962   | 8 вересня 1962         | 25 січня 1992 року списаний                                                     |
| 2                                           |            | «Ванкувер»               | LPD-2          | 19 листопада 1960 | 15 вересня 1962   | 11 травня 1963         | 8 квітня 1997 року списаний                                                     |
| 3                                           |            | «Ласалл»                 | LPD-3          | 2 квітня 1962     | 3 серпня 1963     | 22 лютого 1964         | 27 травня 2005 року списаний; 11 квітня 2007 року затоплений як корабель-ціль   |
| Десантні транспорти-доки типу «Сан-Антоніо» |            |                          |                |                   |                   |                        |                                                                                 |
| 1                                           |            | «Сан-Антоніо»            | LPD-17         | 9 грудня 2000     | 12 липня 2003     | 14 січня 2006          |                                                                                 |
| 2                                           |            | «Нью-Орлінз»             | LPD-18         | 14 жовтня 2002    | 11 грудня 2004    | 10 березня 2007        |                                                                                 |
| 3                                           |            | «Меса-Верде»             | LPD-19         | 25 лютого 2003    | 19 листопада 2004 | 15 грудня 2007         |                                                                                 |
| 4                                           |            | «Грін-Бей»               | LPD-20         | 11 серпня 2003    | 11 серпня 2006    | 24 січня 2009          |                                                                                 |
| 5                                           |            | «Нью-Йорк»               | LPD-21         | 10 вересня 2004   | 19 грудня 2007    | 7 листопада 2009       |                                                                                 |
| 6                                           |            | «Сан-Дієго»              | LPD-22         | 23 травня 2007    | 7 травня 2010     | 19 травня 2012         |                                                                                 |
| 7                                           |            | «Анкоридж»               | LPD-23         | 24 вересня 2007   | 12 лютого 2011    | 4 травня 2013          |                                                                                 |
| 8                                           |            | «Арлінгтон»              | LPD-24         | 26 травня 2008    | 23 листопада 2010 | 8 лютого 2013          |                                                                                 |
| 9                                           |            | «Сомерсет»               | LPD-25         | 11 грудня 2009    | 14 квітня 2012    | 1 березня 2014         |                                                                                 |
| 10                                          |            | «Джон Мурта»             | LPD-26         | 6 лютого 2012     | 30 жовтня 2014    | 8 жовтня 2016          |                                                                                 |
| 11                                          |            | «Портленд»               | LPD-27         | 2 серпня 2013     | 13 лютого 2016    | 14 грудня 2017         |                                                                                 |
| 12                                          |            | «Форт-Лодердейл»         | LPD-28         | 13 жовтня 2017    | 28 березня 2020   | 11 березня 2022        |                                                                                 |
| 13                                          |            | «Річард Маккул-молодший» | LPD-29         | 12 квітня 2019    | 5 січня 2022      | будується              |                                                                                 |

## Десантні вертольотоносці (LPH)
| № з/п                                    | Зображення | Назва          | Бортовий номер | Закладений        | Спущено на воду   | Введено в експлуатацію | Прим. |
| ---------------------------------------- | ---------- | -------------- | -------------- | ----------------- | ----------------- | ---------------------- | --- |
| Десантні вертольотоносці типу «Іводжима» |            |                |                |                   |                   |                        | |
| 1                                        |            | «Іводзіма»     | LPH-2          | 2 квітня 1959     | 17 вересня 1960   | 26 серпня 1961         | 24 вересня 1993 року списаний; 18 грудня 1995 року розібраний на брухт |
| 2                                        |            | «Окінава»      | LPH-3          | 1 квітня 1960     | 19 серпня 1961    | 14 квітня 1962         | 6 червня 2002 року потоплений як корабель-мішень |
| 3                                        |            | «Гуадалканал»  | LPH-7          | 1 вересня 1961    | 16 березня 1963   | 20 липня 1963          | 31 серпня 1994 року списаний; 19 травня 2005 року потоплений як корабель-мішень |
| 4                                        |            | «Гуам»         | LPH-9          | 15 листопада 1962 | 22 серпня 1964    | 16 січня 1965          | 25 серпня 1995 року списаний; 16 жовтня 2001 року потоплений як корабель-мішень |
| 5                                        |            | «Триполі»      | LPH-10         | 15 червня 1964    | 31 липня 1965     | 6 серпня 1966          | 15 вересня 1995 року списаний; у липні 2018 року розібраний на брухт |
| 6                                        |            | «Новий Орлеан» | LPH-11         | 1 березня 1966    | 3 лютого 1968     | 16 листопада 1968      | 23 жовтня 1998 року списаний; 10 липня 2010 року потоплений як корабель-мішень |
| 7                                        |            | «Інчхон»       | LPH-12         | 8 квітня 1968     | 24 травня 1969    | 20 червня 1970         | 24 травня 2004 року списаний; 5 грудня 2004 року потоплений як корабель-мішень |
| Модернізовані авіаносці                  |            |                |                |                   |                   |                        | |
| 1                                        |            | «Блок-Айленд»  | LHP-1          | 25 жовтня 1943    | 10 червня 1944    | 30 грудня 1944         | Ескортний авіаносець типу «Комменсмент Бей» 22 грудня 1957 року почалася модернізація у десантний вертольотоносець (не завершена); 1 липня 1959 року виключений зі списків флоту і 23 лютого 1960 року проданий на злам                                 |
| 2                                        |            | «Боксер»       | LHP-4          | 13 вересня 1943   | 14 грудня 1944    | 16 квітня 1945         | Важкий ударний авіаносець типу «Ессекс» У січні 1959 року переобладнаний у вертольотоносець; 1 грудня 1969 року виключений зі списків флоту і 13 березня 1971 року проданий на злам                                                                     |
| 3                                        |            | «Прінстон»     | LHP-5          | 14 вересня 1943   | 8 липня 1945      | 18 листопада 1945      | Важкий ударний авіаносець типу «Ессекс» У березні-травні 1959 року переобладнаний у вертольотоносець; 30 січня 1970 року виключений зі списків флоту; у травні 1971 року проданий на злам                                                               |
| 4                                        |            | «Тетіс Бей»    | LHP-6          | 22 грудня 1943    | 16 березня 1944   | 12 квітня 1944         | Ескортний авіаносець типу «Касабланка» В 1955—1956 роках переобладнаний в ударний вертольотоносець, 28 травня 1959 року в універсальний ударний десантний корабель-вертольотоносець; 1 березня 1964 року виключений зі списків флоту і проданий на злам |
| 5                                        |            | «Веллі-Фордж»  | LHP-8          | 7 вересня 1944    | 18 листопада 1945 | 3 листопада 1946       | Важкий ударний авіаносець типу «Ессекс» У березні-червні 1961 року переобладнаний у вертольотоносець; 15 січня 1970 року виключений зі списків флоту |